# Hans-Peter Braun (Musiker)
Hans-Peter Braun (* 30. Januar 1950 in Tübingen) ist ein deutscher Hochschullehrer, Kirchenmusiker, Kantor, Organist und Komponist. Er war von 1995 bis 2015 Stiftsmusikdirektor des Evangelischen Stifts Tübingen.

## Leben
Braun, ein Sohn des evangelischen Pfarrers Joachim Braun, studierte Kirchenmusik an der Hochschule für Kirchenmusik in Esslingen sowie an der Staatlichen Hochschule für Musik Trossingen. Als Kirchenmusiker wurde er im Jahr 1978 Bezirkskantor in Aalen, und ab 1981 Bezirkskantor in Trossingen. Seit 1980 unterrichtete er außerdem als Dozent für Tonsatz und Musiktheorie an der Staatlichen Hochschule für Musik Trossingen. Von 1983 bis 2005 war er Referent für Ausbildung im Verband Evangelische Kirchenmusik in Württemberg. 
Hans-Peter Braun wurde 1990 zum Kirchenmusikdirektor (KMD) ernannt und 1995 zum Stiftsmusikdirektor (SMD) des Evangelischen Stifts Tübingen berufen. Neben der musikalischen Arbeit und Lehrtätigkeit im Evangelischen Stift, der Leitung des Chores des Evangelischen Stifts und des Vokalensembles Vocifer, war er auch als erster Organist der Stiftskirche Tübingen tätig. 2014 wurde ihm vom Senat der Staatlichen Hochschule für Musik in Trossingen für langjährige Tätigkeit als Dozent in den Fächern Tonsatz und Musiktheorie der Titel eines Honorarprofessors verliehen. Seit 1. Juni 2015 ist er im Ruhestand, ist aber weiterhin als Dozent für Kirchenmusikgeschichte und Hymnologie an der Trossinger Hochschule tätig. Neben Werken für die kirchenmusikalische Praxis schrieb er auch größere Orgelzyklen, Chorwerke und Klavierlieder zu Dichtern aus dem Tübinger Stift (Mörike, Hölderlin und anderen).

## Werke (Auswahl)
Im Manuskript (mit Jahr der Uraufführung):
- Zwei Inventionen für Gitarre und Orgel (1974)
- Zwei Biblische Szenen: Gethsemane – Pfingsten für Orgel (1977)
- Choralpartita „Der Herr ist mein getreuer Hirt“ für Orgel (1981)
- Psalm 139 für Bariton, Chor und Orgel (UA 1986)
- Fünf Chöre nach Gedichten von Kurt Marti (UA 1987)
- Drei Chöre nach Gedichten von Else Lasker-Schüler (UA 1990)
- Musik im Quadrat, für 4 Querflöten und 4 Schlaginstrumente (Congas, Bongos, Templeblocks, Tam-Tam) (UA 1993)
- In der Welt habt ihr Angst – Paraphrasen zu Bachs Johannespassion für Soli, Chor und Orgel (UA 1994)
- Graffiti für Orgel (1995)
- Musik im Geiste – im Geiste der Musik – Ein Hörspiel zu J. S. Bachs Suite Nr. 3, für Violoncello und Orgel (UA 1999)
- Fundstücke für Orgel (UA 2001),
- Pfingstadvent für 6 Frauenstimmen, Tamtam, Röhrenglocken, Kirchenglocken (UA 2003)u. a.
- Lamentatio et Oratio Jeremiae Phrophetae, für vier gemischte Stimmen und Klangschale in f´ (UA 2011)
- O komm, Gewalt der Stille, für Solosopran, Chor und Orgel (UA 2011)
- Denn Liebe ist stark wie der Tod, für vierstimmigen, gemischten Chor und vier Streichergruppen (UA 2012)
- Leben soll keine Straf sein, Kantate für die Bauernbewegung „Armer Konrad“ für Soli, Chor, Altsaxophon, Congas, Marimbaphon, Streicher, Orgel, Glocken (UA 2014)

Liedkompositionen:
- Im Spinnennetz der Einsamkeit für Sopran, Altquerflöte, Marimbaphon, Klavier und Schlagzeug nach Gedichten von Eva Strittmatter (1992)
- Des Lebens Bogen für Stimme und Klavier nach Gedichten von Dichtern aus dem Tübinger Stift (2002)
- Zwei schwäbische Lieder nach eigenen Texten für Singstimme und Klavier: 1. s’Kopftuach, 2. Für Sui (Liebeslied) (UA 2007)

Im Druck:
- Orgel- und Chorstücke in Sammelbänden (Carus-Strube)
- Zahlreiche Bearbeitungen von Liedern aus dem Evangelischen Gesangbuch für Bläser, Chor oder Orgel, z. B. Ulmer Festgeläut für vier 8-stimmige Bläserchöre (zum Ulmer Posaunentag 2006)
- Vier Choralpartiten für Orgel
- Dornröschen, Märchensingspiel für 1-2-stimmigen Kinderchor und Instrumente
- Der Himmel der kommt, Musikalischer Baukasten zum Kirchenjahr, 18 Kanonmotetten und Lieder des EG
- Wenn ich ein Vöglein wär, 9 Miniaturen für Klavier
- Volkslieder und Kinderlieder, Strube-Verlag
- 5 heitere Chansons für Kinder für Klavier

Lehrwerk:
- Orgel spielen mit Hand und Fuß – Internationale Orgelmusik für Unterricht und Gottesdienst (2010)

Monographie:
- Ich werfe meine Fragen hinüber : Lieder vom christlichen Glauben als Poesie für das Leben : I Am Anfang war die Frage II Alte und neue Lieder im Dialog : Impulse zum Nachdenken - Anregungen für die Praxis, Norderstedt : BoD - Books on Demand, 2023, ISBN 978-3-7578-2957-5